# Macleans College
Das Macleans College ist ein Gymnasium in Bucklands Beach, einem Stadtteil von Auckland, der größten Stadt Neuseelands. Die Schule wurde im Jahr 1980 von Generalgouverneur David Beattie eröffnet. 2010 hatte die Schule mehr als 2500 Schüler.

## Whanau House System
Als erste öffentliche Schule Neuseelands macht das Macleans College Gebrauch vom sogenannten „Whanau House System“. Dieses unterteilt die Schule in acht Häuser, denen jeweils etwa 300 Schüler angehören. Dadurch entsteht innerhalb jedes Hauses ein Gefühl des Zusammenhaltes und der Zugehörigkeit. Im Schulalltag werden die Häuser sogar als Familienersatz bezeichnet. Vor allem Sportereignisse gestalten sich durch dieses System interessant, da die Möglichkeit besteht, verschiedene Häuser gegeneinander antreten zu lassen.
Die acht Häuser wurden nach bekannten Neuseeländern benannt: Batten, Mansfield, Rutherford, Kupe, Hillary, Te Kanawa, Snell und Upham.

## Austauschschüler
Die Schule finanziert sich hauptsächlich durch Gebühren zahlende ausländische Gastschüler. Der Preis für einen einjährigen Schulaufenthalt liegt 2010 bei 15.000 neuseeländischen Dollar (etwa 8500 € (Kurs 11/2010)). Schüler mit festem Wohnsitz in Neuseeland sind von dieser Gebühr befreit. Der Großteil der „International Students“ stammt aus Asien, hinzu kommen vor allem Europäer und Südamerikaner. 2010 lernen etwa 50 Deutsche am Macleans College.

## Bildungswege
Den Schülern der Oberstufe bietet das Macleans College zwei verschiedene Bildungswege. Sie können entweder das neuseeländische (National Certificate of Educational Achievement) oder international anerkannte Prüfungen der Universität Cambridge  (CIE) absolvieren.

## Außerschulische Aktivitäten
Das Angebot der Schule umfasst sportliche Aktivitäten wie Fußball, Tennis, Hockey, Rugby, Cricket, Volleyball, Basketball, Tischtennis, Segeln, Mountainbiking, Rennradsport, Windsurfen oder Netball und kulturelle Aktivitäten wie Theater, Kunst und Sprachen.